# Jure Borišek
Jure Borišek (* 27. Juli 1986 in Šempeter pri Gorici) ist ein slowenischer Schachspieler.
Die slowenische Einzelmeisterschaft konnte er zweimal gewinnen: 2003 in Bled und 2005 in Ptuj. Er spielte für Slowenien bei neun Schacholympiaden: 2002 bis 2018. Sein Olympiade-Debüt gab er dabei 2002 in der dem Gastgeberland zustehenden B-Mannschaft Sloweniens. Außerdem nahm er siebenmal an den europäischen Mannschaftsmeisterschaften (2003 bis 2015) und an mehreren Mitropapokalen (2003 bis 2004, 2006 bis 2010, 2012 bis 2013 und 2015 bis 2016) teil.
In der Saison 2016/17 wurde er mit Gambit Bonnevoie luxemburgischer Mannschaftsmeister.
Im Jahr 2003 wurde er Internationaler Meister (IM), im Jahr 2008 wurde ihm der Titel Großmeister (GM) verliehen.
| Hier fehlt eine Grafik, die leider im Moment aus technischen Gründen nicht angezeigt werden kann. Wir arbeiten daran! |